# 法納姆
法納姆（英語：Farnham）是英格蘭薩里郡西部的一個集镇，位于伦敦西南35英里（56）处。當地著名的地標有法納姆城堡和摩尔庄园（Moor Park House）。